# Thea Astley
Thea Astley (25 august 1925 - 17 august 2004) a fost o nuvelista si romanciera de origine australiana. Cartile ei au fost publicate timp de peste 40 de ani, din 1958. La vremea morții ei, câstigase mai multe premii Miles Franklin Award, cel mai important premiu literar australian, decât orice alt scriitor.

## Premii și nominalizări
- 1962: Miles Franklin Award pentru The Well-Dressed Explorer
- 1965: Miles Franklin Award pentru The Slow Natives
- 1965: Moomba Award pentru The Slow Natives
- 1972: Miles Franklin Award pentru The Acolyte
- 1975: The Age Book of the Year Fiction Award pentru The Kindness Cup
- 1980: Australian Literature Studies Award pentru Hunting the Wild Pineapple
- 1980: Member of the Order of Australia (OAM)[1]
- 1986: ALS Gold Medal pentru Beachmasters
- 1989: Patrick White Award
- 1990: New South Wales Premier's Literary Awards, Christina Stead Prize for fiction pentru Reaching Tin River
- 1992: Officer of the Order of Australia (OA)[1]
- 1996: The Age Book of the Year Fiction award pentru The Multiple Effects of Rainshadow
- 1999: Miles Franklin Award pentru Drylands
- 2000: Queensland Premier's Literary Awards, Fiction Book Award pentru Drylands
- 2002: New South Wales Premier's Literary Awards

## Operă

### Romane
- Girl with a Monkey (1958)
- A Descant for Gossips (1960)
- The Well Dressed Explorer (1962)
- The Slow Natives (1965)
- A Boat Load of Home Folk (1968)
- The Acolyte (1972)
- A Kindness Cup (1974)
- An Item from the Late News (1982)
- Beachmasters (1985)
- It's Raining in Mango (1987)
- Reaching Tin River (1990)
- Vanishing Points (1992)
- Coda (1994)
- The Multiple Effects of Rainshadow (1996)
- Drylands (1999)

### Nuvele
- Hunting the Wild Pineapple (1979)
- Collected Stories (1997)